# Initkaes
Initkaes est la fille de Djéser, roi de la IIIe dynastie, et de la reine Hétephernebty. 

## Attestations
La princesse est attestée sur deux types de documents :
- la princesse est citée sur les relativement nombreuses bornes du complexe funéraire de Djéser à Saqqarah, qui portent toute une inscription identique comprenant, entre autres, le serekh de Djéser, puis « celle qui voit Horus, la fille royale, Hétephernebty », suivi de « la fille royale Initkaes »[2],[3] ;
- un fragment d'un bloc faisant partie à l'origine du sanctuaire construit par Djéser à Héliopolis ; sur ce bloc sont représentées, de gauche à droite, les figures de « la fille royale Initkaes » puis de « celle qui voit Horus, Hétephernebty », les jambes de Djéser et enfin, enlaçant ces dernières, la figure d'une princesse dont le nom fortement endommagé a été reconstruit par Ann Macy Roth comme Nyânkh-Hathor[4],[3].

## Sépulture
Initkaes a peut-être été enterrée dans l'une des galeries orientales numérotées I à V situées sous la pyramide de Djéser ; elles semblent en effet avoir servi à enterrer des membres de la famille royale.